# Mookie Betts
Markus Lynn „Mookie“ Betts (* 7. Oktober 1992 in Nashville, Tennessee) ist ein amerikanischer Baseballspieler für die Los Angeles Dodgers in der Major League Baseball (MLB) und ein Profi-Bowler in der Professional Bowlers Association. Zuvor spielte er bei den Boston Red Sox. 2018 war er der erste Spieler in der Geschichte der Major League, der in derselben Saison den Most Valuable Player Award, Silver Slugger, Gold Glove, Batting-Titel und die World Series gewann.
Betts wurde von den Red Sox im Jahr 2011 gedraftet und feierte sein MLB-Debüt in der Saison 2014, wobei er sich die Zeit zwischen der Second Base und dem Outfield teilte. Er wurde 2014 der Center Fielder der Red Sox, bevor er 2016 ins Right Field wechselte.
Betts ist auch ein professioneller Bowler für die Professional Bowlers Association (PBA). Er hat einmal in der PBA World Series of Bowling eine perfekte 300er Punktzahl erzielt.

## Frühe Karriere
Im Jahr 2010, seinem Juniorjahr in Overton, schlug Betts .548 mit 24 Steals. Im November dieses Jahres verpflichtete sich Betts zum Besuch der University of Tennessee. Dort erhielt er ein Baseballstipendium. Auch die Vanderbilt University, die Mississippi State University und die University of Alabama in Birmingham versuchten Betts zu rekrutieren.

## Karriere

### Boston Red Sox
Die Boston Red Sox wählten Betts in der 5. Runde des Major League Baseball Draft 2011 mit dem 172. Pick. Nach langen Verhandlungen entschied sich Betts gegen das weitere Spielen an der University of Tennessee und unterzeichnete einen Vertrag über 750.000 Dollar mit den Red Sox.

#### Minor League Baseball
Betts spielte zwei Spiele im Jahr 2011 für das GCL Red Sox der Gulf Coast League und erzielte zwei Hits in vier At-Bats.
Im Jahr 2012 spielte er für die Lowell Spinners der New York-Penn League und schlug .267 und hatte 20 Steals in 71 Spielen. Dort spielte er regelmäßig als Shortstop.
Betts begann die Saison 2013 mit den Greenville Drive der South Atlantic League. In 76 Spielen schlug Betts .296 mit einer 19-Spiele-Hitstreak und wurde für das South Atlantic League All-Star Game ausgewählt. Am 9. Juli wurde Betts zu den Salem Red Sox der Carolina League befördert. Betts wurde zum Offensivspieler und zum Breakout-Spieler des Jahres in der Boston Red Sox Organisation ernannt. Er führte unter allen Sox-Minor-League-Spielern den Slugging-Prozentsatz mit .506 an. Sein Batting Average von .314 lag auf Platz drei hinter Alex Hassan (.338) und Garin Cecchini (.322). Betts war die Zweitplatzierung im Baseball America Minor League All-Star Team 2013. Die Erstplatzierung für die Second Base ging an Marcus Semien. Betts spielte nach der Saison 16 Spiele für die Surprise Saguaros der Arizona Fall League und schlug .271.
Betts eröffnete die Saison 2014 mit den Portland Sea Dogs der Eastern League und schlug .355 in 54 Spielen. Am 3. Juni wurde Betts zu den Pawtucket Red Sox der Triple-A International League befördert und schlug dort .335 in 45 Spielen.

#### 2014
Betts wurde am 28. Juni 2014 von den Pawtucket Red Sox zu den Bosten Red Sox befördert. Er war zuvor für das All-Star Futures Game ausgewählt worden, wurde aber nach seiner Beförderung in die Major League ersetzt.
Betts debütierte am 29. Juni gegen die New York Yankees. Dabei erzielte er seinen ersten MLB-Hit gegen den Starter Chase Whitley im vierten Inning. Er erzielte seinen ersten Home Run am 2. Juli gegen den Cubs-Pitcher Carlos Villanueva.
Am 29. August schlug Betts seinen ersten Grand Slam gegen den Tampa-Bay-Rays-Pitcher Chris Archer in einem Red Sox Sieg im Tropicana Field. Mit 21 Jahren war Betts der jüngste Sox Spieler in 49 Jahren, der einen Grand Slam schlug. Betts verbrachte die meiste Zeit der Saison 2014 im Outfield, aber am 11. September kündigte Manager John Farrell an, dass Betts nach Verletzungen der regulären Second Basemans Dustin Pedroia und Brock Holt regelmäßig an der Second Base spielen wird.
Betts spielte die Saison 2014 ziemlich gleichmäßig bei den Portland Sea Dogs, Pawtucket Red Sox und den Boston Red Sox auf und machte 52 MLB-Spiele. Er spielte gut für die Red Sox und schlug .291 mit fünf Home Runs. Über die Hälfte seines Innings spielte er im Center Field.

#### 2015
Am 6. April 2015, dem Opening Day der Boston Red Sox gegen die Philadelphia Phillies, traf er einen Homerun und wurde damit zum drittjüngsten Spieler, der am Eröffnungstag der Red Sox einen Home Run schlug. Am 13. April 2015, im Home Opener im Fenway Park gegen die Washington Nationals, raubte er Bryce Harper einen Home Run, stahl zwei Bases in einem Spielzug und traf einen Home Run auf das grüne Monster, alles in den ersten drei Innings.
Betts wurde für die Woche bis zum 21. Juni 2015 zum AL Player of the Week ernannt. Innerhalb dieser Woche schlug Betts .581 (18 für 31) mit zwei Home Runs, zwei Triples, drei Doubles, sieben RBIs und acht Runs. Er führte die AL im Batting Average, in den Hits, im On-Base Percentage (.594), in den Total Bases (31) und im Slugging Percentage (1.000) dieser Woche. Im letzten Teil der Saison verbrachte er einige Zeit im Right Outfield und führte zu Spekulationen, dass er dort dauerhaft spielen würde, um Teamkollege Jackie Bradley Jr. das Spielen im Center Field zu erlauben. Betts beendete die Saison 2015 mit einem Batting Average von .291, mit 92 Hits, 77 RBIs, 18 Homeruns und 21 Stolen Bases.

#### 2016

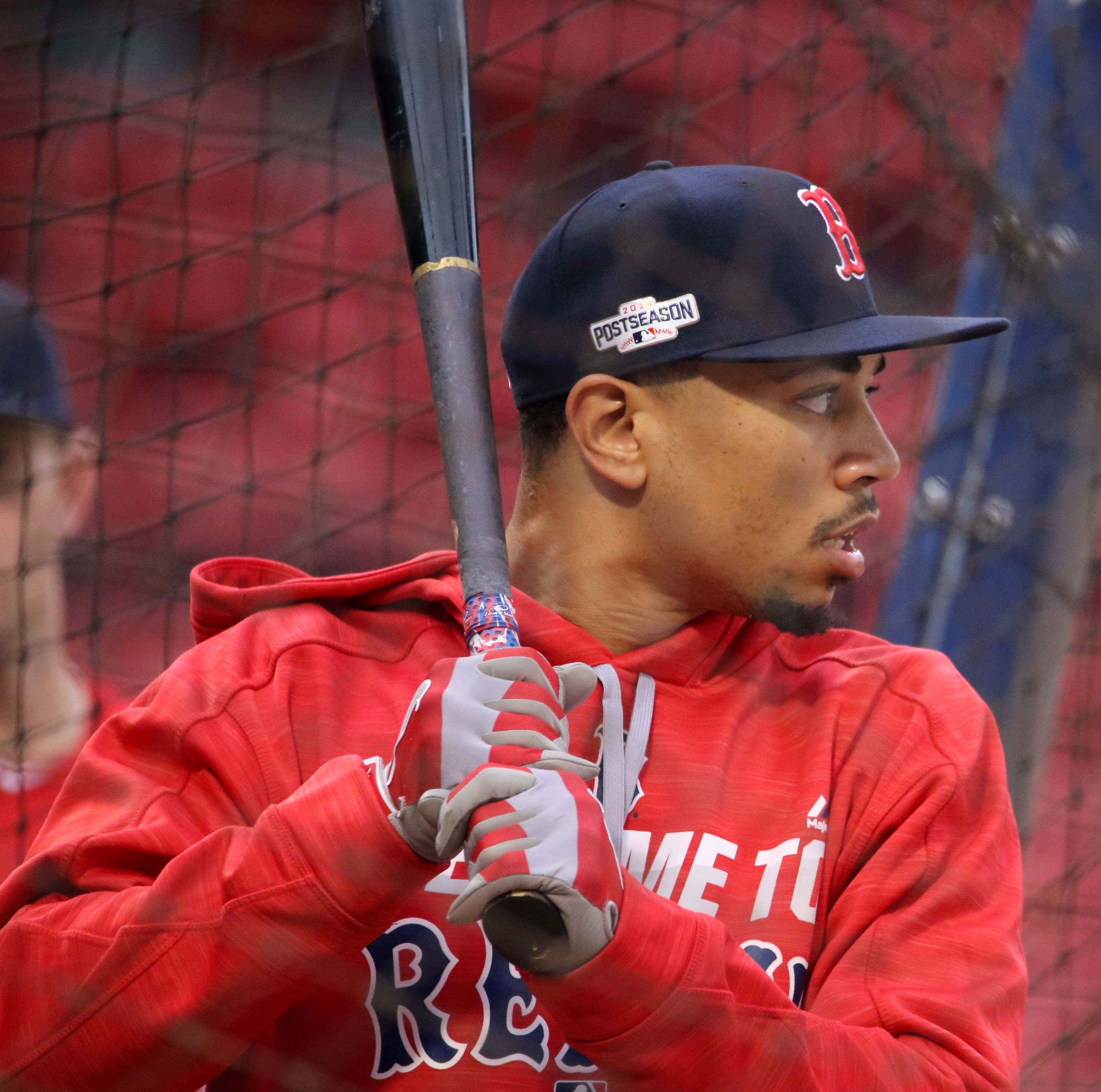
Mookie Betts 2016

Betts wurde für das MLB All-Star Game 2016 ausgewählt. Am 20. September war Betts der erste Spieler, der 200 Hits während der MLB-Saison 2016 erreichte. In 158 Spielen beendete Betts die Saison mit einem Batting Average von .318, 214 Hits, 122 Runs, 42 Doubles, 31 Home Runs, 113 RBIs und den MLB führenden 359 Total Bases.
Wilson Sports Goods ernannte Betts zum Defensive Player of the Year im Right Field und unter allen Fieldern.
Im November unterzog sich Betts einer Operation am rechten Knie.

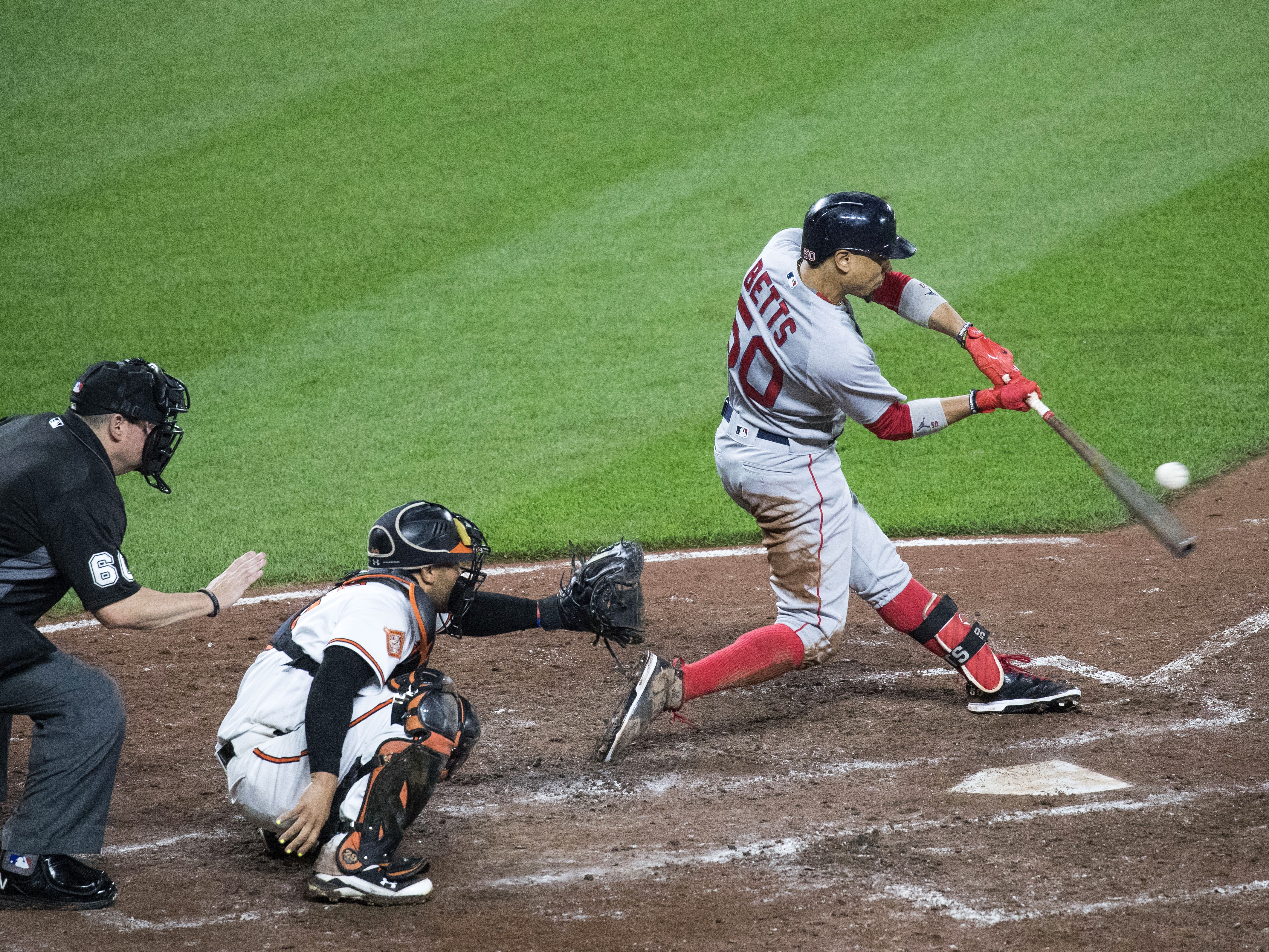
Mookies Betts At-Bat

#### 2017
Vom 12. September 2016 bis zum 19. April 2017 hielt Betts eine Serie von 129 aufeinander folgenden At-Bats ohne Strikeout aufrecht. Er wurde zu seinem zweiten American League All-Star Game ausgewählt. Ursprünglich wurde er als Reserve ausgewählt, am 3. Juli wurde Betts jedoch als Starter anstelle von Mike Trout angekündigt, der wegen einer Operation an seinem Daumen nicht spielen konnte.
Betts beendete die Saison mit einem Batting Average von .264, 101 Hits, 26 Stolen Bases, 24 Homeruns und 102 RBIs. Er gewann seinen zweiten Golden Glove Award in Folge in dieser Saison.

#### 2018
Am 17. April 2018 veröffentlichte Nick Cafardo von The Boston Globe eine Kolumne mit dem Titel Mookie Betts or Mike Trout: Who gets the nod?, in dem er Betts mit Mike Trout verglich. Von den 10 professionellen Bewertern, die Cafardo fragte, wählten sieben Trout und drei Betts. In derselben Nacht schlugen Betts drei Homeruns, im 10:1-Sieg der Red Sox über die Los Angeles Angels, bei welchen Mike Trout spielte. Es war das dritte Drei-Homerun-Spiel seiner Karriere. Betts erzielte den neuen Franchise-Rekord am 2. Mai, indem er drei Homeruns bei einem 5:4-Sieg über die Kansas City Royals erzielte. Betts war nun der einzige Spieler der Red Sox und der gesamten MLB-Geschichte, der vier Drei-Homerrun-Spiele vor dem Alter von 26 Jahren erzielte.
Am 1. Juni wurde Betts mit einer linken Abdominalbelastung auf die 10-tägige Disabled List gesetzt. Am 11. Juni kehrte er zurück. Am 6. Juli erreichte Betts seinen 22. Homerun der Saison, den 100. seiner MLB-Karriere. Er wurde der vierte Red Sox-Spieler, der 100 Homeruns schlug, bevor er 26 Jahre alt wurde. Am 8. Juli wurde er ins MLB All-Star Game 2018 gewählt. In einem Spiel gegen die Toronto Blue Jays am 9. August schlug einen Cycle und wurde zum 21. Spieler in der Geschichte des Red Sox-Franchise, der diese Leistung vollbringen konnte.
Am 26. September stahl Betts seine 30. Base der Saison und wurde damit zum zweiten Spieler in der Geschichte der Red Sox, der dem 30-30 Club beitrat (der erste war Jacoby Ellsbury im Jahr 2011).
Betts beendete die Saison 2018 mit einem Batting Average von .346, einem Slugging Percentage von .640 und 129 Runs. Die Red Sox beendete das Jahr bei 108-54 und gewann die World Series über die Los Angeles Dodgers. Während der Postseason schlug Betts 13 für 62 (.210) mit einem Homerun und vier RBIs. Nach der Saison gewann Betts seinen dritten Gold Glove in Folge und wurde am 15. November zum American League MVP ernannt, was ihn zum einzigen Spieler in der Geschichte der American League machte, der in derselben Saison die World Series, einen Gold Glove Award, einen Silver Slugger Award und den AL MVP gewann.

#### 2019
Vor der Saison 2019 erklärte Manager Alex Cora, dass er Andrew Benintendi als Leadoff-Hitter des Teams einsetzen wird und Betts als zweiter Hitter spielt. Damit hat das Team die üblichen Batting-Reihenfolge von 2018 getauscht. Anfang Juni kündigte Cora an, dass Betts für den Rest der Saison wieder der Leadoff-Hitter des Teams sein wird. Betts wurde als Reserve-Outfielder für das All-Star Game 2019 ausgewählt. Am 26. Juli hatte Betts das fünfte Drei-Homer-Run-Spiel seiner Karriere und schlug einen Homerun in jedem seiner ersten drei bei At Bats gegen James Paxton von den Yankees. In der Saison erschien Betts in 150 Spielen und erzielte einen Batting Average von .295 mit 29 Homeruns und 80 RBIs.

### Los Angeles Dodgers
Am 10. Februar 2020 kamen Betts und David Price im Zuge eines Tausches an die Los Angeles Dodgers. Im Austausch erhielten die Red Sox Alex Verdugo, Connor Wong und Jeter Downs. Am 22. Juli unterzeichneten Betts eine Vertragsverlängerung um 12 Jahre bis zur Saison 2032. Der Vertrag hatte einen Wert von 365 Millionen Dollar und beinhaltete auch einen Unterschriftsbonus in Höhe von 65 Millionen Dollar, was ihn zum höchsten Vertrag in der Geschichte der Dodgers und zum dritthöchsten Vertrag in der Geschichte des nordamerikanischen Sports machte.

#### 2020
Bei seinem Debüt für die Dodgers gegen die San Francisco Giants am 24. Juli 2020 war Betts der startende Rightfielder. In diesem Spiel erzielte er seinen ersten Hit für die Dodgers, ein Single gegen Pitcher Tyler Rogers. Nach dem Gewinn der National League Championship Series zog er mit den Dodgers in die World Series ein, welche die Dodgers in 4 zu 2 Spielen gewannen.

#### 2021
Betts wurde in das National League All-Star Team gewählt, sein erster Auftritt als Dodger. Er nahm verletzungsbedingt nicht am Spiel teil, da er in diesem Jahr mit Rücken- und Schulterproblemen zu kämpfen hatte. Er bestritt 122 Spiele für die Dodgers und erzielte einen Batting Average von .264, 23 Homeruns und 58 RBIs.

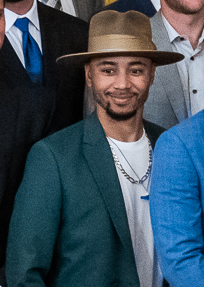
Betts im Weißen Haus mit den Dodgers im Jahr 2021

#### 2022
Mitte Juni brach sich Betts eine Rippe und wurde für 10 Tage auf die Verletztenliste gesetzt. Am 23. Juli schlug Betts seinen 200. Homerun seiner Karriere gegen Alex Wood der San Francisco Giants.
Er wurde als Starting Outfielder für das National League All-Star Team ausgewählt und nahm damit zum sechsten Mal am MLB All-Star Game teil, das 2022 im Dodger Stadium ausgetragen wurde. Als Zweiter der Aufstellung schlug Betts im ersten Inning einen RBI-Single gegen Shane McClanahan.
Im Jahr 2022 bestritt er 142 Spiele für die Dodgers, in denen er mit 35 Homeruns und 82 RBIs eine Karrierebestleistung erzielte. Mit 117 erzielten Runs lag er an der Spitze der Liga.

#### 2023
Im Jahr 2023 zeigte Betts aufgrund von Verletzungen und schwachen Leistungen der Dodgers-Infielder seine Vielseitigkeit, indem er viel Zeit an der Second Base verbrachte und in einem Spiel gegen die Chicago Cubs seinen allerersten Auftritt als Shortstop absolvierte.
Betts wurde von den Fans als National-League-Starter für das Major League Baseball All-Star Game 2023 gewählt. Am 7. August 2023 schlug Betts seinen fünften Grand-Slam-Home-Run in seiner Karriere als Lead-Off-Batter und stellte damit einen Major-League-Rekord auf.
Betts spielte in der Saison 2023 107 Spielen im Outfield, 70 Spielen an der Second Base und 16 Spielen als Shortstop. Er hatte einen Schlagdurchschnitt von .307 mit einem Karrierehoch von 39 Homeruns und 107 RBI.

#### 2024
Betts wurde von den Fans als National-League-Starter auf der Position des Shortstops für das Major League Baseball All-Star Game 2024 gewählt.
Nach dem Gewinn der National League Championship Series zog er mit den Dodgers in die World Series ein, welche die Dodgers in 4 zu 1 Spielen gegen die New York Yankees gewannen.

## Bowling
Betts ist ein begeisterter Bowler. Er bowlte in seiner Jugend und trat 2015 und 2017 in der Professional Bowlers Association (PBA) World Series of Bowling in Reno, Nevada, an. Er hat am 27. Januar 2013, am 2. Februar 2016 und am 12. November 2017 drei perfekte Spiele gespielt. Sein höchstes Spiel im PBA-Wettbewerb ist ein 300er Spiel während der World Series of Bowling am 12. November 2017. Im Februar 2019 gewann er das CP3 PBA Celebrity Invitational 2019 und trat mit dem Profi-Bowler Tommy Jones an.

## Persönliches
Betts’ Eltern wählten seinen Namen zum Teil, um die Initialen MLB zu bilden, die denen der Major League Baseball entsprechen. Seinen Spitznamen Mookie gaben ihm seine Eltern, da sie kurz nach der Geburt den NBA-Spieler Mookie Blaylock im Fernsehen zusahen. Betts hat erklärt, dass er Blaylock noch nie getroffen hat.
Betts und seine Ehefrau Brianna Hammonds sind seit ihrer Zeit an der Highschool ein Paar. Ihr erstes Kind, eine Tochter, wurde im November 2018 geboren. Betts und Hammonds gaben im Januar 2021 ihre Verlobung bekannt und heirateten am 1. Dezember 2021 in Palos Verdes, Kalifornien. Sie besitzen ein Haus in Franklin, Tennessee. Als Betts zu den Dodgers wechselte, kaufte er eine Villa für 7,6 Millionen Dollar in Encino, Kalifornien.